# Łatyszy (obwód briański)
Łatyszy (ros. Латыши) – osiedle w Rosji, w obwodzie briańskim, w rejonie żukowskim. W 2010 liczyło 454 mieszkańców.